# برج گوکو
برج گوکو (به لاتین: Guoco Tower) یک ساختمان بلندمرتبه در سنگاپور است که در Tanjong Pagar واقع شده‌است.